# Barrika
Barrika és un municipi de Biscaia, a la comarca d'Uribe. És considerat un dels municipis més antics de Biscaia i el seu origen aquesta lligat a la casa solar de Barrika fundada per Sancho Vela el 496. La seva ubicació costanera i la proximitat a Bilbao ha produït un fort augment de la població en l'última part del segle xx. Limita al nord amb el mar Cantàbric, al sud amb els municipis de Plentzia i Urduliz, a l'oest amb el de Sopela i a l'est amb la ria del Butrón. Es divideix en dos barris, Elexalde i Goierri.

## Història
Les troballes del jaciment arqueològic de Kurtzio testimonien presència humana en el territori municipal ja en el període asturienc. Aquest jaciment és un lloc on s'aprovisionaven de peces líctiques. L'organització com anteiglasia remunta els seus orígens a estructura política de la Terra Plana pròpia de l'edat mitjana. Sancho Vela va fundar si casa solar de Barrika en l'any 496 sent aquesta l'origen de la posterior anteiglesia. A la casa solar original se li van unir altres en les quals vivien els denominats Senyors de Barrika. En el segle xiii Lope Díaz de Haro, Senyor de Biscaia, atorga Carta de poblament a la població en la qual s'esmenta la pesca de la balena per part dels seus habitants.
Quant a la pesca es trobava integrada en la Cofradia de Marejants de San Pedro de Plentzia. Barrika comtava amb seient i vot en les Juntes Generals de Guernica, el seu nombre era el 51. Durant el període de la guerra de bàndols va pertànyer al bàndol dels onyacins. En 1837 havia en la anteiglesia 63 cases. Des de llavors, sobretot en l'última part del segle XX la població ha experimentat una gran pujada.